# Уиттиндейл, Реймон
Реймон Уиттиндейл (англ. Raymond Whittindale; 1883, Кенилуэрт, Уорикшир — 9 апреля 1915) — британский регбист, серебряный призёр летних Олимпийских игр 1900.
На Играх Уиттиндейл входил в сборную Великобритании, которая в единственном матче проиграла Франции со счётом 21:8, получив серебряные медали.
Он играл вместе со своим братом Клодом.